# Periballia laevis
Periballia laevis là một loài thực vật có hoa trong họ Hòa thảo. Loài này được (Brot.) Asch. & Graebn. mô tả khoa học đầu tiên năm 1899.